# Кухайда
Кухайда (словац. Kuchajda) — природне місце для відпочинку та купання в Братиславі, Словаччина. Його назва походить від німецького Kuhheide (коров'яче пасовище вигін), що вказує на початкове призначення цієї місцевості.
Територія Кухайди розташована в 3-му міському окрузі недалеко від залізничної станції Братислава-Нове место та торгового центру Полюс Сіті Центр.
У минулому озере було відомо підвищеним вмістом ціанобактерій. Однак у 2012 році Управління охорони здоров'я визнало озеро придатним для купання, причому крім Кухайди в Братиславі були відзначені як придатні для купання лише Золоті піски, решта природних водних територій не відповідає критеріям чистоти води.
Пішохідна зона навколо Кухайди тротуаром (асфальтом) має довжину 1454 метри. На території Кухайди також знаходяться різні спортивні майданчики (для гри у футбол, пляжний волейбол, пінг-понг тощо) буфети, амфітеатр та місця для проведення дозвілля.

## Галерея

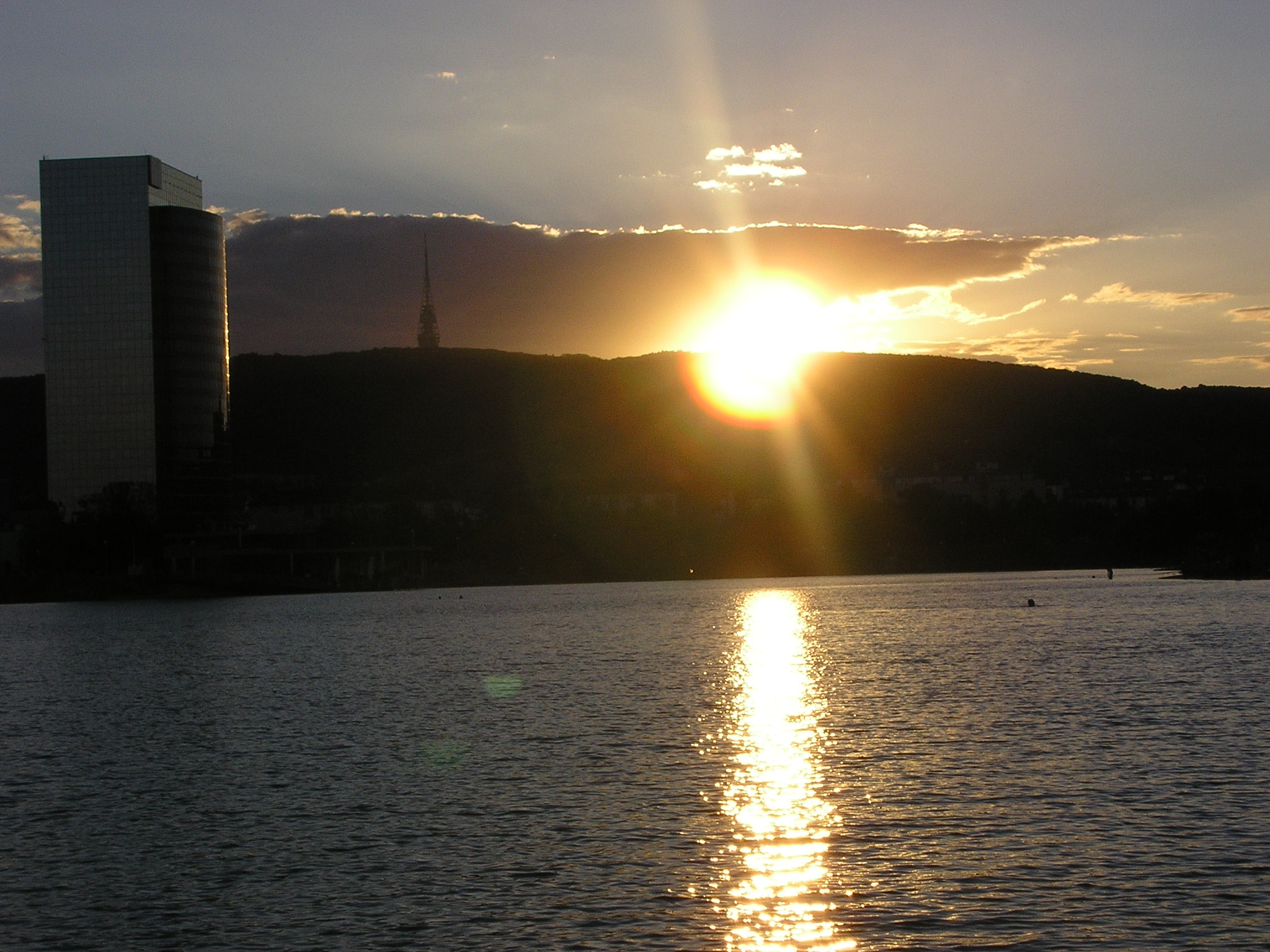
2006 рік
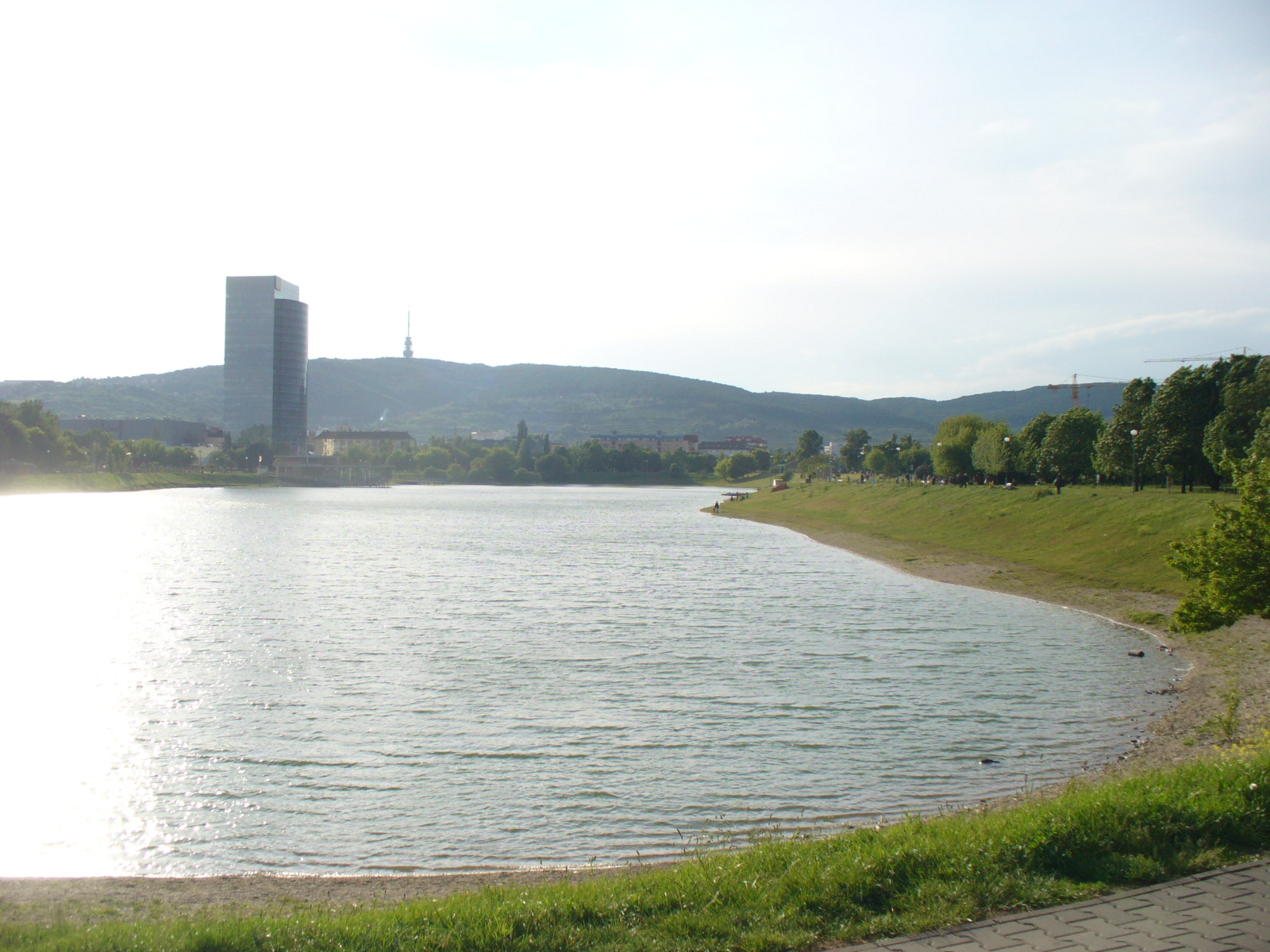
2007 рік
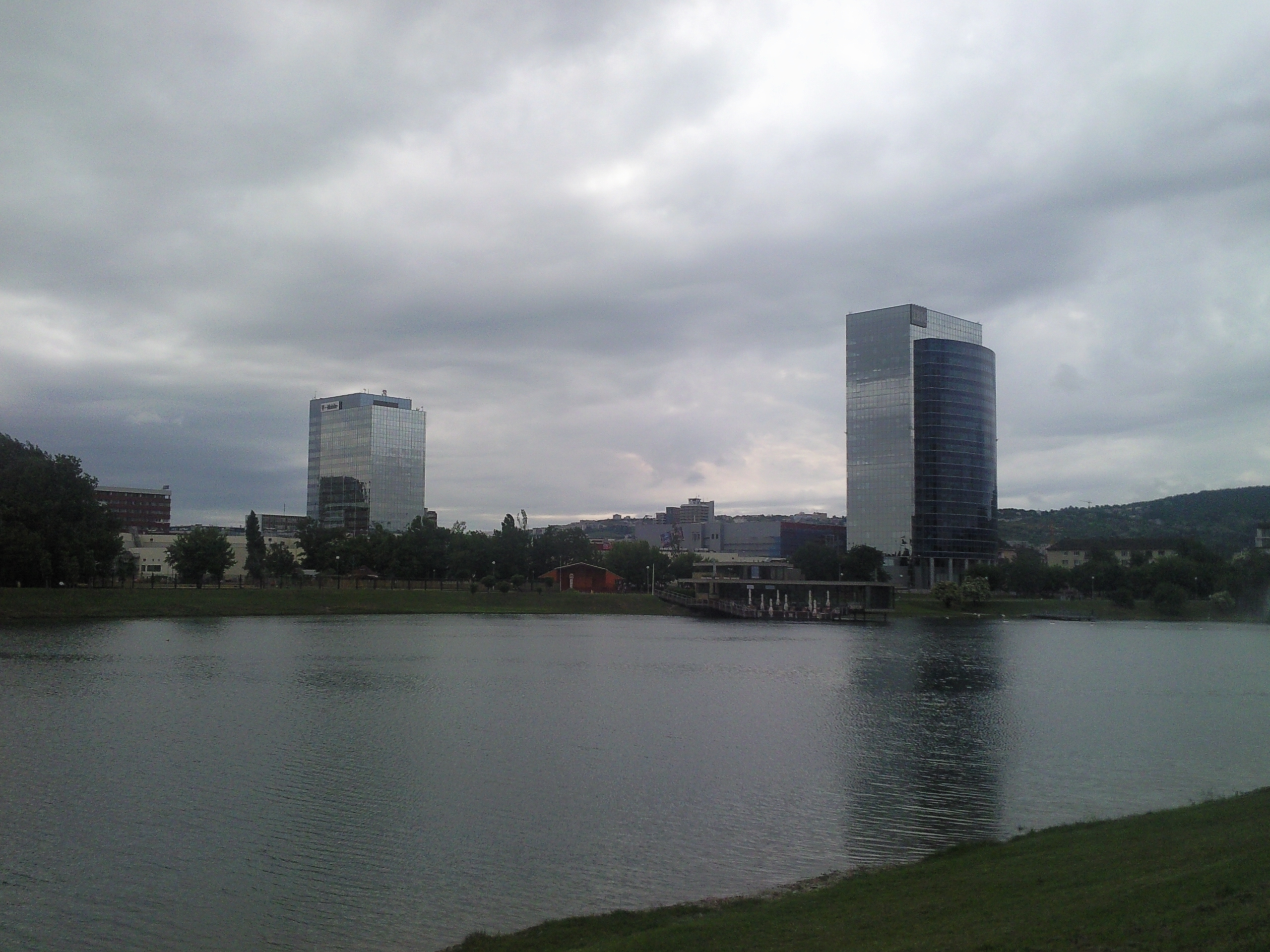
2009 рік
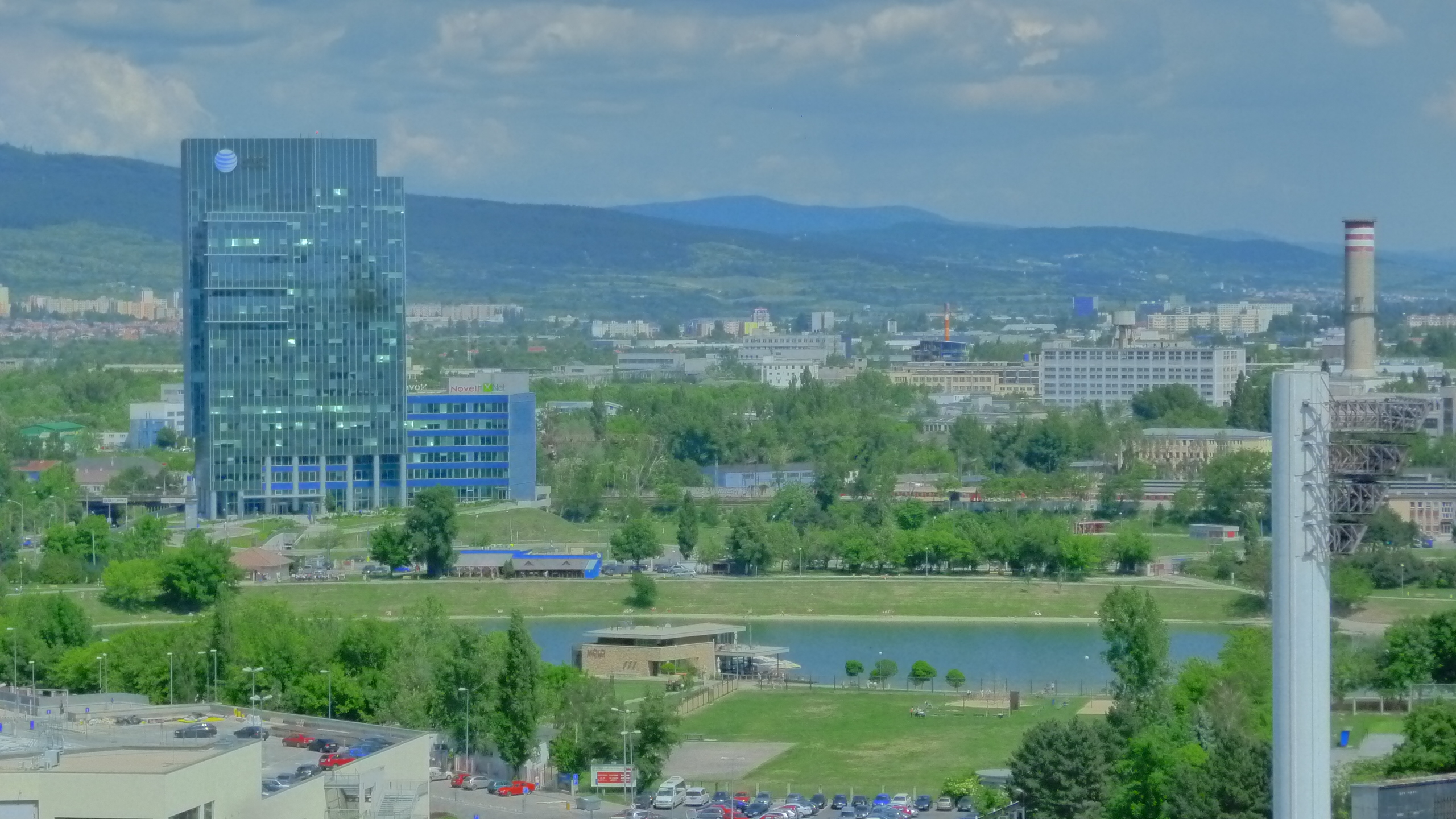
2012 рік